# Julian Hinterleitner
Julian Hinterleitner (* 8. April 2005) ist ein österreichischer Fußballspieler.

## Karriere
Hinterleitner begann seine Karriere beim SV Horn. Zur Saison 2018/19 wechselte er in die AKA St. Pölten, in der er fortan sämtliche Altersstufen durchlief. Zur Saison 2023/24 kehrte er zum Zweitligisten Horn zurück.
Nachdem er zunächst noch für die Amateure zum Einsatz gekommen war, debütierte Hinterleitner im September 2023 für die Profis in der 2. Liga, als er am sechsten Spieltag jener Saison gegen den FC Dornbirn 1913 in der 87. Minute für Lorenzo Coco eingewechselt wurde.